# Leptasterias kussakini
Leptasterias kussakini är en sjöstjärneart som beskrevs av Margarita Baranova 1962. Leptasterias kussakini ingår i släktet Leptasterias och familjen trollsjöstjärnor. Inga underarter finns listade i Catalogue of Life.